# Perl Data Language
PDL (сокращение от англ. Perl Data Language) — набор векторных расширений для языка программирования Perl 5-й версии. Предназначен для научных расчётов и иных задач, связанных с обработкой больших объёмов данных, в том числе: обработка изображений, компьютерное моделирование физических систем.
PDL подключается к Perl программе при помощи: use PDL;

## Дизайн языка
PDL является векторным языком: синтаксис выражений сходен с стандартными математическими обозначениями операций над векторами многомерными матрицами. В этом отношении PDL сходен с языком программирования APL и часто сравнивается с MATLAB, Interactive Data Language, NumPy и Octave. В отличие от MATLAB и IDL, язык PDL допускает более гибкую индексацию и векторизацию, например, если в функцию, обрабатывающую двумерные матрицы, подать трёхмерную, то функция будет применена послойно к каждому слою куба.
На начало 2005, функциональность, сходная с PDL, планировалась к включению в шестую версию языка (Perl 6).

## Графика

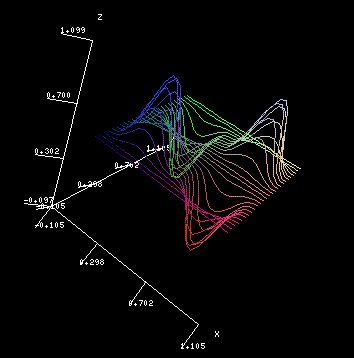
График, полученный при помощи PDL

PDL предоставляет интерфейсы к нескольким модулям для создания графиков. NetPBM используется для ввода-вывода изображений; PLplot, PGPLOT и Karma используются для двумерной графики. Для трёхмерной графики используется интерфейс OpenGL.

## Ввод-вывод
PDL предоставляет возможности для чтения и записи данных в различных форматах, включая JPEG, PNG, GIF, PPM, MPEG, FITS, NetCDF, GRIB, двоичные файлы, CSV.

## perldl
Вместе с PDL обычно устанавливается интерактивный интерпретатор perldl, который позволяет производить несложные вычисления без необходимости создания файлов с текстом программы. Пример работы с perldl:
```
 
perldl
>
 
$x
 
=
 
pdl
 
[[
1
,
 
2
],
 
[
3
,
 
4
]];

 

 
perldl
>
 
$y
 
=
 
pdl
 
[[
5
,
 
6
,
 
7
],
 
[
8
,
 
9
,
 
0
]];

 

 
perldl
>
 
$z
 
=
 
$x
 
x
 
$y
;

 

 
perldl
>
 
p
 
$z
;

 

 
[

  
[
21
 
24
  
7
]

  
[
47
 
54
 
21
]

 
]

```

В данном примере создаются две матрицы и затем, при помощи перегруженного оператора x, выполняется матричное умножение. Команда p является сокращением для print.

## Реализация
Ядро PDL реализовано на языке Си. Значительная часть функциональности реализована на PP, метаязыке PDL. Некоторые модули написаны на FORTRAN, с интерфейсом к C или PP. PP упрощает написание расширений к PDL на языке Си.
Реализация PDL использует объектно-ориентированные возможности Perl: PDL определяет новый скалярный объект типа «PDL» (часто обозначается piddle, ведет себя подобно скалярным типам), содержащий матрицы произвольной размерности. Все стандартные операторы языка перегружены для прозрачной поддержки объектов piddle.
В отличие от стандартных массивов языка, piddle изначально разрабатывались для эффективной численной обработки